# Christiane Vaussard
Christiane Vaussard, née le 17 novembre 1923 à Neuilly-sur-Seine et morte le 3 août 2011 à Louveciennes, est une danseuse de ballet, étoile du Ballet de l'Opéra de Paris. professeure et chorégraphe française, 
Au cours de sa carrière, elle travaille avec des danseurs de ballet tels que Zizi Jeanmaire, Roland Petit, Olga Preobrajenska, Boris Kniaseff, Alexandra Balachova, Serge Lifar et Attilio Labis (en). 

## Biographie
Christiane Vaussard est issue d'une famille d'artistes, son père est professeur à la Schola Cantorum, son grand-père Léon Duprez (1838-1928) était chanteur et professeur de chant au conservatoire, son arrière-grand-père Gilbert Duprez (1806-1896) était ténor à l'Opéra de Paris,.  
Elle apprend la danse, très jeune, avec Carlotta Zambelli et entre à l'école de danse de l'Opéra de Paris en 1933 à l'âge de 10 ans. Ses professeurs sont Carlotta Zambelli, Albert Aveline et Serge Lifar; puis elle est admise dans le corps de ballet de l'Opéra de Paris à tout juste 14 ans, en 1937. Elle prend aussi des cours privés avec Serge Peretti, Lioubov Egorova, Olga Preobrajenska et Alexandra Balachova. Elle est nommée grand sujet en 1944, première danseuse en 1945,, puis danseuse étoile du Ballet de l'Opéra de Paris en 1947,.  
Sa carrière débute en 1945, première danseuse, elle remplace Yvette Chauviré malade dans Coppélia qu'elle danse aussi avec le Ballet du Bolchoï. En 1946, elle remplace au pied levé Lycette Darsonval blessée dans le rôle d'Odette-Odile dans Le Lac des cygnes,,  
Elle étudie avec Tamara Toumanova, Maria Tallchief, George Balanchine, Serge Lifar et Albert Aveline.  
En 1948, elle fait une tournée aux États-Unis.  
En 1950, elle apparaît dans Le Chevalier Errant et trois ans plus tard danse dans Variations, suivi de son apparition dans L'Oiseau de feu en 1954. D'autres apparitions dans des ballets suivent dont Apollon musagète de George Balanchine, Symphonie en ut et Le Baiser de la fée. 
Le 16 novembre 1952, elle danse le Lac des cygnes au gala du magazine féminin communiste Femmes françaises avec Michel Renault. 
En 1963, elle prend sa retraite de la scène et poursuit une carrière de professeure de danse à l'école de danse de l'Opéra de Paris de 1964 à 1993. De 1969 à 1989, Christiane Vaussard est également professeure au conservatoire national supérieur de musique et de danse de Paris  et a pour élèves Élisabeth Platel, Isabelle Guérin, Isabelle Ciaravola, Clairemarie Osta, Nolwenn Daniel.
Elle apparait plusieurs fois à la télévision française dans des reportages sur l'école de danse de l'Opéra de Paris.

## Répertoire

### à l'Opéra de Paris et à l'Opéra-Comique
- Sérénade, chorégraphie de George Balanchine, 30 avril 1947[17],[18],[19].
- Le Chevalier errant, chorégraphie de Serge Lifar, 26 avril 1950[14].
- La Grande jatte d' Albert Aveline, 1950[20].
- Les Femmes de bonne humeur, de Léonide Massine, 23 février 1951, salle Favart : La Soubrette Mariuccia[21],[22].
- Le Bal du Pont du Nord, de Léonide Massine, le 18 mai 1951, salle Favart : Adèle[23].
- Les Deux Pigeons, d'Albert Aveline, 27 février 1952[24],[25],[26].
- Les Indes galantes, d'Albert Aveline, 1952[27]
- Variations, de Serge Lifar, 5 mars 1953[28].
- L'Oiseau de feu, de Serge Lifar, 7 avril 1954 : La Tsarevna[15],[29].
- Obéron, de Serge Lifar, 1954
- Les Sylphides de Michel Fokine, reprise du 7 juin 1956
- La Symphonie fantastique, de Léonide Massine, 17 avril 1957 : la Bien-aimée[30].
- Pas de Quatre (en),  d'Anton Dolin, avec Yvette Chauviré, Lycette Darsonval et Josette Amiel, 16 décembre 1959.
- Isoline, de George Skibine, 1960
- Le Baiser de la fée, de Georges Balanchine : la Fiancée
- Le Palais de cristal de Georges Balanchine : l'Adage
- Elvire d'Albert Aveline
- Le Spectre de la rose de Michel Fokine
- Suite de danses d'Ivan Clustine
- Les Mirages de Serge Lifar : l'Ombre
- Les Fourberies de Scapin de Serge Lifar
- Giselle  de Serge Lifar

## Vie privée
Pendant la seconde guerre mondiale, elle rencontre un officier du renseignement américain William Henry Yves Hawkins (1914-1978),, et ils se marient le 12 août 1945 au Vésinet et eurent un fils en 1949,.

## Décorations
- Chevalier de la Légion d'honneur[5].
- Chevalier de l'ordre national du Mérite[5].
- Commandeur de l'ordre des Arts et des Lettres [5].